# Chiesa del Rosario (Florinas)
La chiesa del Rosario è un edificio religioso situato a Florinas, centro abitato della Sardegna nord-occidentale.
Edificata nel XVI secolo in forme tardo-gotiche è consacrata al culto cattolico e fa parte della parrocchia dell'Assunta, arcidiocesi di Sassari.

## Altri progetti

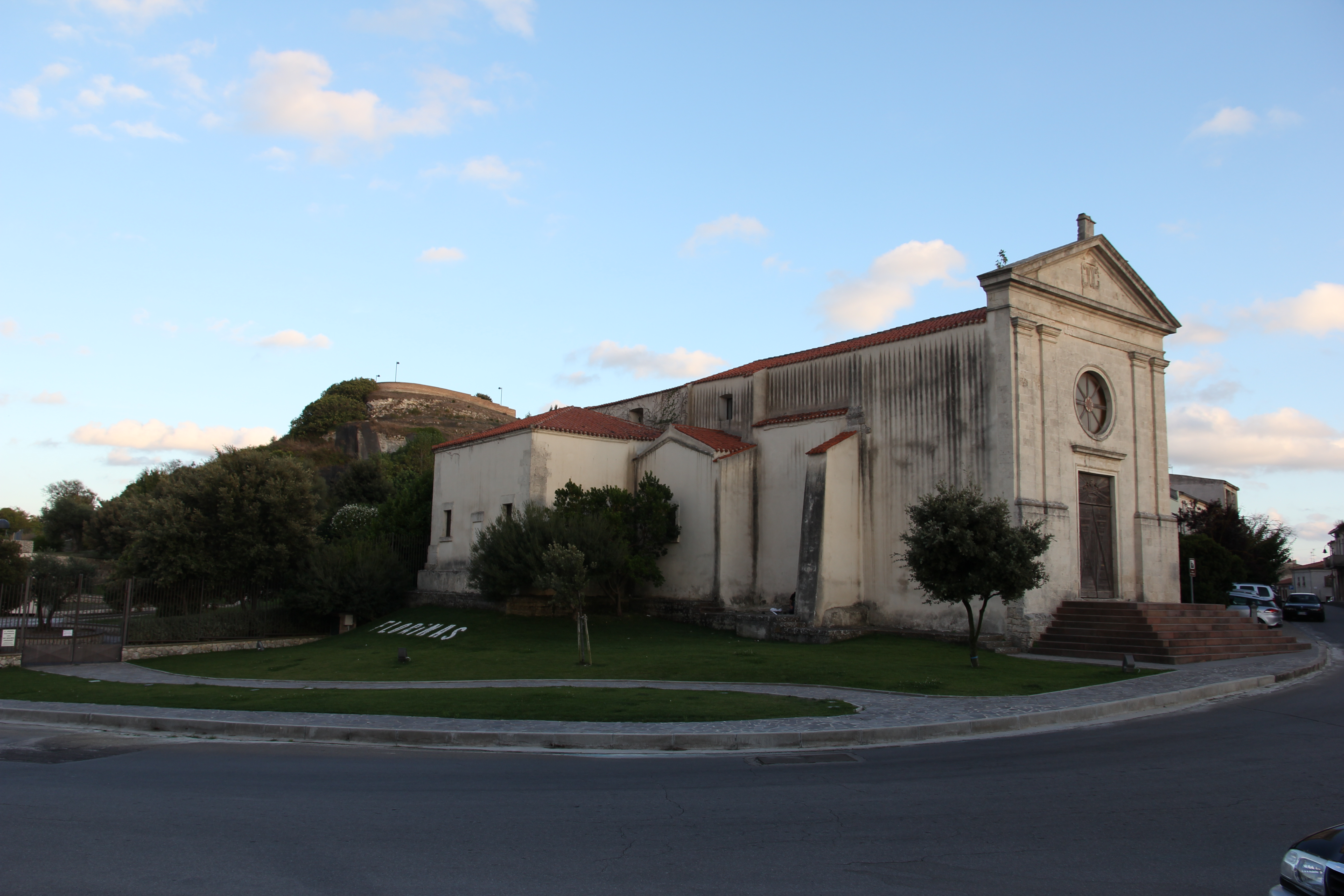